# Église de Saarijärvi
L'église de Saarijärvi (en finnois : Saarijärven kirkko) est une église luthérienne située à Saarijärvi en Finlande.

## Description

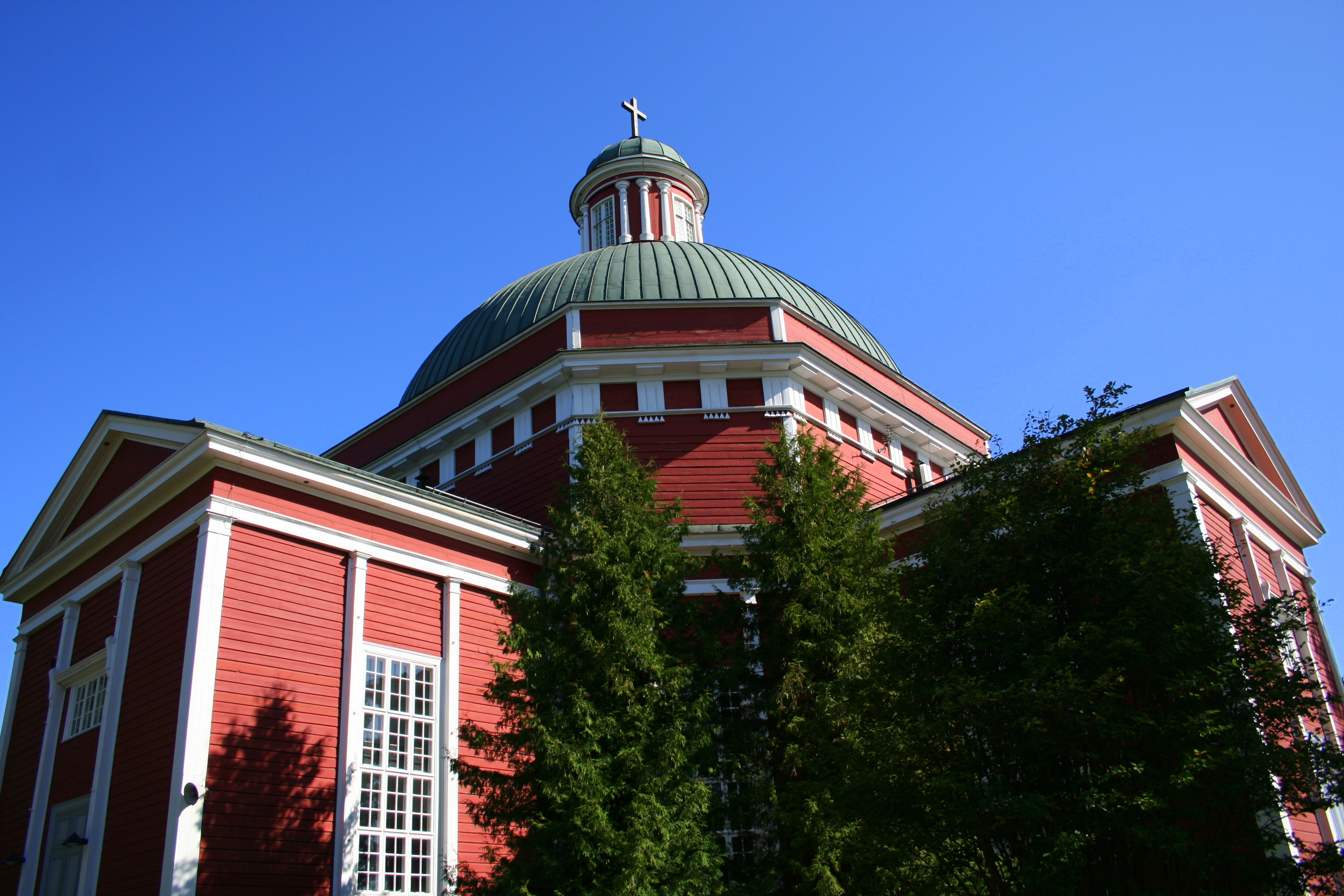
L'église de Saarijärvi.